# 超微化石
深海沉積物中在過63μm的篩網後，小於63μm由碳酸鈣組成的生物殼體化石，稱之為鈣質超微化石 (Calcareous nannofossil)，這些化石大部分是鈣板藻 (原文為coccolithophorid或 coccolithophore，亦有學者稱為球石藻或球菌藻，中國大陸學者則稱其為顆石藻) 這種單細胞雙鞭毛浮游藻類的生物遺骸及一些已絕滅的不明親源關係生物遺體，少部分為海綿骨針、鈣質渦鞭藻、有孔蟲幼體或碎片…等。
根據現生鈣板藻的研究，這種單細胞雙鞭毛浮游藻類直徑大小約2-25μm，廣泛生存在全球各大洋，在生物分類學上屬原生生物界 (Kingdom Protista; 亦有學者認為應將所有的藻類獨立設一個生物界:藻界Kingdom chromista) 定鞭藻門 (Phylum Haptophyta ) 定鞭藻綱 (Class Prymnesiophyceae )，其細胞體或表面會製造碳酸鈣質外殼，形成大小約2-10μm的鈣片 (原文為coccolith，亦有稱為球石片) 覆蓋在細胞外表，多集結成球狀的鈣板球 (coccosphore)，一般來說，每個鈣板球平均約有20個鈣片，廣佈於全球海洋表層約200公尺內的透光帶，行光合作用提供其他與之共生的生物養分，為重要的海洋初級生產者。由於此化石體積小、產量豐、分佈廣及演化快速等特點，再加上可使用偏光顯微鏡快速鑑定，故和具有相同特性的浮游有孔蟲被認為是最常使用的生物地層定年工具。